# S. Leigh Savidge
S. Leigh Savidge é um roteirista, produtor cinematográfico e cineasta americano. Como reconhecimento, foi nomeado ao Oscar 2016 na categoria de Melhor Roteiro Original por Straight Outta Compton.